# Kashima Antlers 2012
Questa voce raccoglie le informazioni riguardanti i Kashima Antlers nelle competizioni ufficiali della stagione 2012.

## Maglie e sponsor
Sono confermati fornitore tecnico (Nike) e sponsor ufficiale (LIXIL)
| Manica sinistra · Maglietta · Maglietta · Manica destra · Pantaloncini · Calzettoni |

## Rosa
| N. |                     | Ruolo | Calciatore       |
| -- | ------------------- | ----- | ---------------- |
| 1  | Giappone (bandiera) | P     | Akihiro Satō     |
| 3  | Giappone (bandiera) | D     | Daiki Iwamasa    |
| 4  | Giappone (bandiera) | D     | Kazuya Yamamura  |
| 5  | Brasile (bandiera)  | D     | Alex             |
| 6  | Giappone (bandiera) | C     | Kōji Nakata      |
| 7  | Giappone (bandiera) | D     | Tōru Araiba      |
| 8  | Brasile (bandiera)  | A     | Juninho          |
| 9  | Giappone (bandiera) | A     | Yūya Ōsako       |
| 10 | Giappone (bandiera) | C     | Masashi Motoyama |
| 11 | Brasile (bandiera)  | C     | Fellype Gabriel  |
| 13 | Giappone (bandiera) | A     | Shinzō Kōroki    |
| 14 | Giappone (bandiera) | C     | Chikashi Masuda  |
| 15 | Giappone (bandiera) | C     | Takeshi Aoki     |
| 16 | Giappone (bandiera) | C     | Takuya Honda     |
| 17 | Giappone (bandiera) | A     | Ryūta Sasaki     |

| N. |                     | Ruolo | Calciatore          |
| -- | ------------------- | ----- | ------------------- |
| 18 | Giappone (bandiera) | A     | Yoshiki Nakagawa    |
| 19 | Giappone (bandiera) | A     | Hideya Okamoto      |
| 20 | Giappone (bandiera) | C     | Gaku Shibasaki      |
| 21 | Giappone (bandiera) | P     | Hitoshi Sogahata    |
| 22 | Giappone (bandiera) | D     | Daigo Nishi         |
| 23 | Giappone (bandiera) | D     | Gen Shōji           |
| 24 | Giappone (bandiera) | D     | Yukitoshi Itō       |
| 25 | Giappone (bandiera) | C     | Yasushi Endō        |
| 26 | Giappone (bandiera) | D     | Ryuga Suzuki        |
| 27 | Giappone (bandiera) | C     | Takahide Umebachi   |
| 28 | Giappone (bandiera) | C     | Shouma Doi          |
| 29 | Giappone (bandiera) | P     | Shinichiro Kawamata |
| 30 | Giappone (bandiera) | C     | Ryuta Miyauchi      |
| 31 | Giappone (bandiera) | P     | Naoki Yagi          |
| 40 | Giappone (bandiera) | C     | Mitsuo Ogasawara    |

## Risultati

### Coppa Yamazaki Nabisco
| Kashima 20 marzo 2012 | Kashima Antlers | 2 – 0 referto | Vissel Kobe | Kashima Soccer Stadium |

| Kashima 4 aprile 2012 | Kashima Antlers | 1 – 0 referto | Omiya Ardija | Kashima Soccer Stadium |

| Sapporo 20 marzo 2012 | Consadole | 1 – 2 referto | Kashima Antlers | Sapporo Dome |

| Yokohama 16 maggio 2012 | F·Marinos | 3 – 2 referto | Kashima Antlers | Nissan Stadium |

| Niigata 6 giugno 2012 | Albirex Niigata | 0 – 1 referto | Kashima Antlers | Niigata Stadium |

| Kashima 27 giugno 2012 | Kashima Antlers | 2 – 1 referto | Shimizu S-Pulse | Kashima Soccer Stadium |

| Kashima 25 luglio 2012 | Kashima Antlers | 2 – 1 referto | Cerezo Osaka | Kashima Soccer Stadium |

| Osaka 8 agosto 2012 | Cerezo Osaka | 0 – 3 referto | Kashima Antlers | Nagai Stadium |

| Kashima 5 settembre 2012 | Kashima Antlers | 3 – 2 referto | Kashiwa Reysol | Kashima Soccer Stadium |

| Kashiwa 13 ottobre 2012 | Kashiwa Reysol | 2 – 2 referto | Kashima Antlers | Hitachi Kashiwa Soccer Stadium |

| Kashima 27 giugno 2012 | Kashima Antlers | 2 – 1 (d.t.s.) referto | Shimizu S-Pulse | Kashima Soccer Stadium |

## Statistiche

### Statistiche di squadra
| Competizione           | Punti | Totale | Totale | Totale | Totale | Totale | Totale | DR  |
| Competizione           | Punti | G      | V      | N      | P      | Gf     | Gs     | DR  |
| ---------------------- | ----- | ------ | ------ | ------ | ------ | ------ | ------ | --- |
| J. League Division 1   | 46    | 34     | 12     | 10     | 12     | 50     | 43     | +7  |
| Coppa Yamazaki Nabisco | -     | 11     | 9      | 1      | 1      | 22     | 11     | +11 |
| Coppa dell'Imperatore  | -     | 5      | 4      | 0      | 1      | 13     | 4      | +9  |
| Totale                 | -     | 50     | 25     | 11     | 14     | 85     | 58     | +27 |